# USS Gato (SS-212)
| «Гато» | «Гато»                                                                               | «Гато»                                                                               |
| --- | ------------------------------------------------------------------------------------ | ------------------------------------------------------------------------------------ |
| USS Gato (SS-212) |                                                                                      |                                                                                      |
| |                                                                                      |                                                                                      |
| Американський ПЧ «Гато» виходить з Mare Island Naval Shipyard. 29 листопада 1944 |                                                                                      |                                                                                      |
| Верф | Electric Boat, Гротон, Коннектикут                                                   | Electric Boat, Гротон, Коннектикут                                                   |
| Під прапором | США                                                                                  | США                                                                                  |
| Належність | ВМС США                                                                              | ВМС США                                                                              |
| Порт приписки | Перл-Гарбор, Датч-Гарбор, Брисбен                                                    | Перл-Гарбор, Датч-Гарбор, Брисбен                                                    |
| Замовлення | 12 червня 1940                                                                       | 12 червня 1940                                                                       |
| Закладений | 5 жовтня 1940                                                                        | 5 жовтня 1940                                                                        |
| Спуск на воду | 21 серпня 1941                                                                       | 21 серпня 1941                                                                       |
| Введений до складу флоту | 31 грудня 1941                                                                       | 31 грудня 1941                                                                       |
| Виведений зі складу флоту | 1 березня 1960                                                                       | 1 березня 1960                                                                       |
| На службі | 1941—1960                                                                            | 1941—1960                                                                            |
| Сучасний статус | 25 липня 1960 року списаний на брухт                                                 | 25 липня 1960 року списаний на брухт                                                 |
| Бойовий досвід | Друга світова війна Тихоокеанський ТВД                                               | Друга світова війна Тихоокеанський ТВД                                               |
| Нагороди | 13 бойових зірок                                                                     | 13 бойових зірок                                                                     |
| Проєкт |                                                                                      |                                                                                      |
| Тип ПЧ | дизель-електричний торпедний ДПЧ                                                     | дизель-електричний торпедний ДПЧ                                                     |
| Розробник проєкту | Electric Boat                                                                        | Electric Boat                                                                        |
| Основні характеристики |                                                                                      |                                                                                      |
| Швидкість (надводна) | 21 вузол (39 км/год)                                                                 | 21 вузол (39 км/год)                                                                 |
| Швидкість (підводна) | 9 вузлів (17 км/год)                                                                 | 9 вузлів (17 км/год)                                                                 |
| Робоча глибина занурення | 60 м                                                                                 | 60 м                                                                                 |
| Гранична глибина занурення | 91 м                                                                                 | 91 м                                                                                 |
| Дальність плавання | 11 000 миль (20 000 км) на швидкості 10 вузлів (18,6 км/год) (надводна)              | 11 000 миль (20 000 км) на швидкості 10 вузлів (18,6 км/год) (надводна)              |
| Автономність плавання | 48 годин на швидкості 2 вузли (3,7 км/год)                                           | 48 годин на швидкості 2 вузли (3,7 км/год)                                           |
| Екіпаж | 83 офіцери та матроси                                                                | 83 офіцери та матроси                                                                |
| Розміри |                                                                                      |                                                                                      |
| Довжина найбільша (по КВЛ) | 95,02 м                                                                              | 95,02 м                                                                              |
| Ширина корпусу найб. | 8,31 м                                                                               | 8,31 м                                                                               |
| Середня осадка (по КВЛ) | 5,2 м                                                                                | 5,2 м                                                                                |
| Водотоннажність надводна | 1 510 т                                                                              | 1 510 т                                                                              |
| Силова установка |                                                                                      |                                                                                      |
| дизель-електрична; 4 × головні дизельних двигуни Fairbanks-Morse Model 38D8-1⁄8 2 × 126-секційні хімічних батареї типу Sargo 4 × високошвидкісні електродвигуни Elliott з редукторами |                                                                                      |                                                                                      |
| Гвинти | 2                                                                                    | 2                                                                                    |
| Потужність | 2 740-5400 к.с.                                                                      | 2 740-5400 к.с.                                                                      |
| Озброєння |                                                                                      |                                                                                      |
| Артилерія | 1 × 76-мм палубна гармата / 50 калібрів                                              | 1 × 76-мм палубна гармата / 50 калібрів                                              |
| Торпедно- мінне озброєння | 10 × 533-мм торпедних апаратів 16 торпед 2 × 1016-мм мінних загороджувачі (60 мін)   | 10 × 533-мм торпедних апаратів 16 торпед 2 × 1016-мм мінних загороджувачі (60 мін)   |
| ППО | 1 × 40-мм зенітна гармата Bofors L60 1 × 20-мм автоматична зенітна гармата «Ерлікон» | 1 × 40-мм зенітна гармата Bofors L60 1 × 20-мм автоматична зенітна гармата «Ерлікон» |

«Гато» (англ. USS Gato (SS-212) — американський підводний човен типу «Гато», що перебував у складі військово-морських сил США у роки Другої світової війни.
«Гато» був закладений 5 жовтня 1940 року на верфі компанії Electric Boat у Гротоні, штат Коннектикут. 21 серпня 1941 року він був спущений на воду, а 31 грудня 1941 року увійшов до складу ВМС США.

## Історія служби
16 лютого 1942 року «Гато» вирушив через Панамський канал до Сан-Франциско, де розпочав додаткову підготовку екіпажу. 23 березня 1942 року він перебував на перископній глибині під час дії на глибині біля входу в затоку Сан-Франциско, коли дирижабль TC-13 класу прийняв його за японський підводний човен і атакував чотирма 147 кг глибинними бомбами. В результаті вибухів «Гато» зазнав значних пошкоджень, але без втрат особового складу. Це був єдиний інцидент «дружнього» вогню між дирижаблем ВМС США та підводним човном у Другій світовій війні.
Після ремонту на військово-морській верфі Маре-Айленд у Каліфорнії «Гато» знову був готовий до виходу в море 27 березня 1942 року. Згодом він перейшов до Перл-Гарбора.
3 травня, у першому бойовому поході (20 квітня — 10 червня 1942 року), «Гато» невдало атакував японський переобладнаний авіаносець, перш ніж його відігнали глибинними бомбами чотирьох есмінців біля Маршаллових островів.
Під час свого другого військового патрулювання (2 липня — 29 серпня 1942 року) він патрулював на схід від Курильських островів у напрямку до Алеутського ланцюга. 15 серпня 1942 року він отримав чотири торпедних удари з непідтвердженими пошкодженнями для корабля та припинив патрулювання, повернувшись у Датч-Гарбор на Алясці.
Під час свого четвертого патрулювання (13 січня — 26 лютого 1943), 21 січня «Гато» торпедував та потопив транспорт «Кенкон-Мару», 29 січня вантажне судно «Нічіун-Мару» і 15 лютого вантажне судно «Суруга-Мару» — все біля Нової Джорджії, Соломонові Острови.
26 лютого 1944-го в районі північніше від Нової Гвінеї під час атаки на конвою «Вевак № 20» човен потопив транспорт «Дайген-Мару №3». 12 березня артилерійським вогнем знищили невеликий транспорт «Окінояма-Мару № 3».
Під час свого 11-го бойового походу (28 січня — 13 березня 1945 року) «Гато» патрулював Жовте море у складі скоординованої атакуючої групи (так званою «вовчою зграєю») з «Джаллао» й «Санфіш». 14 лютого він потопив корабель берегової охорони та 21 лютого вантажне судно Tairiku Maru, а потім повернувся на Гуам.
12 квітня 1945 року він вийшов у свій 12-й патруль, зайнявши позицію для підтримки вторгнення на Окінаву. У ніч з 22 на 23 квітня він мав коротку сутичку з двома японськими підводними човнами і ледь не загинув, коли японські торпеди пройшли близько до корпусу. Між 27 і 30 квітня він врятував 10 армійських льотчиків, забравши їх з мілководдя біля пляжів мису Той Місакі, Кюсю. 3 червня 1945 року він повернувся до Перл-Гарбора.